# Beshara Takla
Beshara Takla (en arabe بشارة تقلا), né en 1852 à Kfarchima dans l'Empire ottoman et décédé en 1901 au Caire, est un journaliste et enseignant libanais. 

## Biographie
En 1876, Beshara Takla fonde avec son frère Salim à Alexandrie, le journal Al-Ahram (en arabe الأهرام, Les Pyramides), second journal du monde arabe après Al-Waqae'a Al-Masreya créé en 1828, qui est un hebdomadaire paraissant tous les samedis, distribué en Égypte et en Syrie. En novembre 1899, le siège d'Al-Ahram est transféré au Caire. Les modernistes religieux Mohamed Abduh et Djemâl ad-Dîn al-Afghâni en sont les premiers journalistes. 
Quelques années après, les deux frères publient un autre quotidien intitulé Sida-al-Ahram (l'Écho des Pyramides).  
Ces journaux importent de Syrie un fort soutien au forces françaises, et par conséquent suscitent en réaction l'hostilité des forces britanniques. Sous l'occupation anglaise, les deux journaux sont interdits. Alors que son frère Salim peut s'enfuir, Beshara est jeté en prison.  
Le calme revenu, les deux frères reviennent à la presse et publient Al-Wakt (Le Temps), quotidien qui est également supprimé, mais, grâce à l'appui de la France, Al-Ahram réapparait et existe toujours.
Beshara Takla est initié à la loge maçonnique « Star of the East » au début du XXe siècle au Caire, sous juridiction égyptienne.   